# Акарай (река)
Акара́й (исп. Río Acaray) — река в восточной части Парагвая в департаментах Каагуасу и Альто-Парана. Длина — 160 км, площадь бассейна — 9681 км². Впадает в реку Парана справа на её 698 км.
Формируется на юго-восточных склонах гор Сьерра-де-Каагуасу и течёт на юго-восток. В низовье протекает между городами Эрнандарьяс (на левом берегу) и Сьюдад-дель-Эсте (на правом). Здесь на Акарае для аккумуляции воды было построено водохранилище, используемое гидроэлектростанцией Акарай, запущенной в 1968 году.

## Притоки
По порядку от устья:
- Акарай-Ми (лв);
- Игуасу[исп.] (пр)[2];
- Итакири (лв);
- Пиратий (лв)[3].